# نیکلاس استالویند
نیکلاس استالویند (به سوئدی: Niklas Stålvind) خواننده، نوازنده گیتار و آهنگساز گروه هوی/پاور متال سوئدی ولف که در ۱ ژوئن ۱۹۷۳ در شهر کوچکی به نام کومله در نزدیکی اوربرو زاده شد.
شیوه استثنایی نیکلاس در خوانندگی هوی متال یادآور روزگاران پیشین متال و سال‌های دهه ۸۰ است و به گواه بسیاری از منتقدان سبک او بسیار شبیه سبک خوانندگی خواننده اسطوره‌ای راک، راب هالفرد، در جوداس پریست است و البته سبک و سیاق آهنگسازی او در ولف نیز بی شباهت به موج نو هوی متال انگلیسی نیست و این باعث شده که نظر طرفداران بسیاری را به خود جلب کند.

## همه چیز در مورد یک گرگ
نیکلاس موسیقی را ابتدا با نوازدگی درامز در سن ۵ سالگی آغاز کرد و پس از آن به سراغ گیتار رفت و در ۱۶ سالگی او فراگیری سازهای بیشتری را به‌طور جدی پیگیری کرد.
سال ۱۹۹۵، نیکلاس با مایکل گادینگ، نوازنده گیتار بیس، آشنا می‌شود و این آغازی بود برای تشکیل ولف، اگر چه که نام گروه در ابتدا ولورن بوده‌است. دنیل برگوفسکی، نوازنده درامز نیز به آن‌ها می‌پیوندد و آن‌ها در سال ۱۹۹۹ موفق به ضبط اولین تک‌آهنگ خود به نام میان سایه‌های پولادین می‌شوند. در ابتدا ولف مشغول به اجرا در متال کلاب‌های سوئد می‌شود تا اینکه در سال ۲۰۰۰ آن‌ها آلبومی هم نام با نام گروه یعنی ولف را منتشر می‌کنند.
نیکلاس و ولف تاکنون موفق به انتشار شش آلبوم استودیویی شده‌اند که آخرین آن‌ها با نام سپاه حرامزادگان در آوریل ۲۰۱۱ با همکاری شرکت نشر سنچری مدیا رکوردز منتشر شده‌است. آلبومی که به نظر منتقدان، آلبومی بسیار قوی و موفق در هوی متال بوده‌است.
در حال حاضر، نیکلاس علاوه بر خوانندگی و نوازندگی گیتار، به تهیه‌کنندگی آلبوم موسیقی در استویدیوی خود با نام وایپر استودیو روی آورده‌است.